# Katarína Studeníková
Katarína Studeníková (Bratislava, 2 settembre 1972) è un'ex tennista slovacca.

## Biografia
La sua carriera si è sviluppata interamente negli anni '90. Ha conquistato un totale di sette tornei ITF in singolare e due nel doppio femminile. Nei tornei dello Slam ha ottenuto come migliore risultato il quarto turno raggiunto due volte: agli US Open 1995 e a Wimbledon 1996 dove ha sconfitto la testa di serie numero 2 Monica Seles. Nel 1996 ha anche preso parte alle Olimpiadi, ma è uscita subito al primo turno.

## Vittorie contro giocatrici Top 10
| Stagione | 1996 | Totale |
| Vittorie | 1    | 1      |

| #    | Giocatrice   | Ranking | Evento                      | Superficie | Turno | Punteggio     | Rank. KSR |
| ---- | ------------ | ------- | --------------------------- | ---------- | ----- | ------------- | --------- |
| 1996 |              |         |                             |            |       |               |           |
| 1.   | Monica Seles | 1       | Torneo di Wimbledon, Londra | Erba       | 2T    | 7-5, 5-7, 6-4 | 59        |